# Премьер-министр ПНА
Премьер-министр Палестинской национальной администрации — глава правительства и исполнительной власти. Возглавляет Совет министров.
Первый премьер-министр Палестинской национальной администрации (ПНА) был назначен в 2003 году.
5 января 2013 года в связи с частичным признанием Государства Палестина и получением статуса государства-наблюдателя в ООН, руководство ПНА приняло решение о переименовании поста премьер-министра ПНА в пост премьер-министра Государства Палестина. Ряд стран, имевших отношения с ПНА, но не признавших Государство Палестина, сохраняют свои взаимоотношения с ПНА.

## Премьер-министры ПНА (2003—2013)
|    | Портрет | Имя                 | Годы премьерства      | Годы жизни            | Партия      |
| -- | ------- | ------------------- | --------------------- | --------------------- | ----------- |
| 1. |         | Махмуд Аббас        | 30.04.2003—07.10.2003 | р. 26.03.1935         | ФАТХ        |
| 2. |         | Ахмед Куреи         | 07.10.2003—15.12.2005 | 26.03.1937—22.02.2023 | ФАТХ        |
| 3. |         | Набиль Шаат (и. о.) | 15.12.2005—24.12.2005 | р. 1938               | ФАТХ        |
| 4. |         | Ахмед Куреи         | 24.12.2005—21.02.2006 | 26.03.1937—22.02.2023 | ФАТХ        |
| 5. |         | Исмаил Хания        | 21.02.2006—14.06.2007 | 23.01.1963—31.07.2024 | ХАМАС       |
| 6. |         | Салам Файяд         | 15.06.2007—05.01.2013 | р. 15.06.1952         | Третий путь |